# Empoasca lautereri
Empoasca lautereri är en insektsart som beskrevs av Mitjaev 1980. Empoasca lautereri ingår i släktet Empoasca och familjen dvärgstritar.
Artens utbredningsområde är Kazakstan. Inga underarter finns listade i Catalogue of Life.